# Vlaamse Landmaatschappij
De Vlaamse Landmaatschappij (VLM) is een extern verzelfstandigd agentschap (EVA) met rechtspersoonlijkheid dat verscheidene taken heeft binnen het beleidsdomein Omgeving (OMG) van de Vlaamse overheid.
Naast een hoofdkantoor in Brussel, heeft de VLM twee regionale afdelingen:
- Regio West, met vestigingen in Gent en Brugge
- Regio Oost, met vestigingen in Leuven, Herentals en Hasselt

## Geschiedenis
Bij Koninklijk Besluit van 27 februari 1935 werd de Nationale Maatschappij voor de Kleine Landeigendom opgericht als parastatale van het ministerie van Landbouw. In tijden van zware economische crisis moest deze maatschappij de plattelandsvlucht tegengaan en de woon- en werkomstandigheden op het platteland verbeteren. De maatschappij werd in 1970 hernoemd naar de Nationale Landmaatschappij (NLM) bij wet van 22 juli 1970 op de ruilverkaveling van landeigendommen. De twee kerntaken van de NLM waren ruilverkaveling en sociale huisvesting.

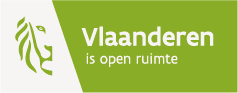

In het kader van de staatshervorming werd de maatschappij geregionaliseerd. De wet van 28 december 1984 voorzag in de afschaffing van de Nationale Landmaatschappij. De Vlaamse Landmaatschappij (VLM) werd opgericht bij decreet van 21 december 1988 en ging van start op 29 december 1988. Ze nam grotendeels de taken over van de Nationale Landmaatschappij (NLM). Bij decreet van 7 mei 2004 werd de VLM (in het kader van Beter Bestuurlijk Beleid) omgevormd tot een publiekrechtelijk vormgegeven extern verzelfstandigd agentschap. Dit decreet is in werking getreden op 1 april 2006.
In 2018 verhuist de Vlaamse Landmaatschappij van Gulden-Vlieslaan 72 naar het gerenoveerde Hendrik Consciencegebouw.

## Bestuur
Sinds 1 november 2009 is Toon Denys gedelegeerd bestuurder van de Vlaamse Landmaatschappij.
Sinds 29 april 2015 is Huub Broers (N-VA) de voorzitter van de raad van bestuur; hij volgde Karel Vlassak op.

## Taken
In Vlaanderen kan een landbouwer een beheerovereenkomst sluiten met de Vlaamse Landmaatschappij om akkerranden in te zaaien met gras, een mengsel van grassen of een mengsel van kruiden en grassen, met als doel een kwetsbaar landschapselement, zoals bossen en holle wegen, te beschermen tegen vervuiling door meststoffen en bestrijdingsmiddelen en tegen beschadiging door grondwerken.